# Pakistanische Cricket-Nationalmannschaft in England in der Saison 1967
Die Tour der bangladeschischen Cricket-Nationalmannschaft nach England in der Saison 1967 fand vom 27. Juli bis zum 28. August 1967 statt. Die internationale Cricket-Tour war Bestandteil der Internationalen Cricket-Saison 1967 und umfasste drei Tests. England gewann die Serie 2–0.

## Vorgeschichte
England bestritt zuvor eine Tour gegen Indien, für Pakistan war es die erste Tour der Saison.
Das letzte Aufeinandertreffen der beiden Mannschaften bei einer Tour fand in der Saison 1962 in England statt.

## Stadien
Die folgenden Stadien wurden für die Tour als Austragungsort vorgesehen.
| Stadion               | Stadt      | Kapazität | Spiele  |
| --------------------- | ---------- | --------- | ------- |
| The Oval              | London     | 23.500    | 3. Test |
| Lord’s Cricket Ground | London     | 30.000    | 1. Test |
| Trent Bridge          | Nottingham | 15.350    | 2. Test |

## Kaderlisten
Die Mannschaften benannten die folgenden Kader.
| Test | Test |
| England | Pakistan |
| --- | --- |
| - Brian Close (K) - Dennis Amiss - Geoff Arnold - Ken Barrington - Geoff Boycott - Chris Cowdrey - Basil D’Oliveira - Tom Graveney - Ken Higgs - Robin Hobbs - Ray Illingworth - Alan Knott (wk) - Colin Milburn - John Murray (wk) - Eric Russell - John Snow - Fred Titmus - Derek Underwood | - Hanif Mohammad (K) - Asif Iqbal - Ghulam Abbas - Intikhab Alam - Javed Burki - Khalid Ibadulla - Majid Khan - Mohammad Ilyas - Mushtaq Mohammad - Nasim-ul-Ghani - Niaz Ahmed - Saeed Ahmed - Saleem Altaf - Wasim Bari (wk) |

## Tour Matches
Während der Tour bestritt Pakistan 15 Tour Matches.

## Tests

### Erster Test in London
| 27. Juli – 1. August Scorecard | London (Lord’s) | England 369 (138.3) & 241-9d (90.3) | – | Pakistan 354 (182.1) & 88-3 (62) |
|                                |                 | Remis                               |   |                                  |

England gewann den Münzwurf und entschied sich als Schlagmannschaft zu beginnen.

### Zweiter Test in Nottingham
| 10. – 15. August Scorecard | Nottingham | Pakistan 140 (69) & 114 (64)   | – | England 252-8d (134.3) & 3-0 (2.1) |
|                            |            | England gewinnt mit 10 Wickets |   |                                    |

Pakistan gewann den Münzwurf und entschied sich als Schlagmannschaft zu beginnen.

### Dritter Test in London
| 24. – 28. August Scorecard | London (Oval) | Pakistan 216 (102) & 255 (101.1) | – | England 440 (167.4) & 34-2 (8.2) |
|                            |               | England gewinnt mit 8 Wickets    |   |                                  |

England gewann den Münzwurf und entschied sich als Feldmannschaft zu beginnen.